# Walter Bock
Walter Bock (* 20. Januar 1895 in Wenzen; † 25. Oktober 1948 in Köln) war ein deutscher Chemiker.
Er erforschte in den Leverkusener Laboratorien der I.G. Farben die Emulsionspolymerisation von 1,3-Butadien und Styrol. 1929 gelang ihm zusammen mit Eduard Tschunkur die Herstellung von Styrol-Butadien-Kautschuk, einem synthetischen Gummi.

## Leben
Walter Bock war das vierte von neun Kindern des Kantors Wilhelm Bock (* 28. Mai 1845; † 8. September 1914) und dessen Ehefrau Hermine, geb. Peckmann. Nach seiner Schulzeit in Wenzen und Braunschweig und Einsatz als Kriegsfreiwilliger studierte er Chemie an den Hochschulen in Hannover, Tübingen (2. und 3. Semester) und Göttingen, wo er 1921 bei Adolf Windaus promovierte, die Arbeit trug den Titel I. Ueber die Reaktionsfähigkeit des Methylens in 2 isomeren Dinitrotolylessigsäuren und den zugehörigen Methylketonen. II. Ueber die Reaktionsfähigkeit des Halogens im 3-Nitro-4-chlorbenzaldehyd und im 3-Nitro-6-chlorbenzaldehyd.
Seine erste Beschäftigung fand er im Premnitzer Werk der Pulverfabrik Rottweil; 1926 ging er zur  I.G. Farbenindustrie AG ins Werk Leverkusen.
Walter Bock heiratete 1923 Margarete Rodenberg aus Bad Oeynhausen, die 1997 97-jährig in Köln verstarb. Aus der Ehe gingen zwei Kinder hervor.
Walter Bock war ein Tüftler und ein musischer Mensch, der neben seiner beruflichen Tätigkeit sehr naturverbunden war und seine Heimat liebte. Er unternahm gerne Wanderungen in der Eifel, außerdem hatte er eine poetische Ader und verfasste Gedichte sowie zwei Schauspiele.
Am 25. Oktober 1948 traf er sich wie jeden Monat mit Freunden. Einer dieser Freunde setzte ihn auf der Rückfahrt unweit der Wohnung in Köln ab, von wo er wie gewöhnlich das letzte Wegstück zu Fuß gehen wollte. Er erreichte seine Wohnung jedoch nicht mehr und wurde später tot aufgefunden.
Zu seinem 100. Geburtstag ließ Walter Bocks Tochter Rosemarie auf Initiative des Ortsheimatpflegers vor seinem Geburtshaus, dem Schulhaus in Wenzen, einen Gedenkstein errichten, der die Verwendung von SBR in Autoreifen versinnbildlicht.

## Leistung
Die fachlichen Leistungen von Walter Bock wurden vom ehemaligen Betriebsleiter des Bayer Werkes Leverkusen, Dr. Dietrich Rosahl, in seiner postumen Laudatio anlässlich der Aufnahme von Walter Bock in die International Rubber Science Hall of Fame der Universität von Akron, USA, ausführlich beschrieben.
1926 studierte Bock die Polymerisation von Isopren. Zu dieser Zeit begann man in Leverkusen, die Entwicklung von Gummichemikalien wieder aufzunehmen, nachdem sie zu Kriegsende 1918 eingestellt wurde.
Ende des Jahres 1926 konnte Bock Isopren in wässriger Emulsion unter Zugabe kleiner Mengen  Peroxid in der "kurzen" Zeit von 25 Tagen bei 30-40 °C polymerisieren. Das Polymer erreichte eine Zugfestigkeit von 8 MPa (= 8 N/mm²) eine Bruchdehnung von 400 % bei guter  Elastizität.
Das synthetische Polyisopren ergab die gleichen chemischen Analysewerte wie natürlicher Gummi; nur konnte es nicht in der Qualität des natürlichen Gummis produziert werden.
Manch einer seiner Kollegen mag ihm vorgehalten haben, dass er ein an sich gelöstes Syntheseproblem nicht in die Produktion umsetzen konnte.
In der Folge verlegte Bock sein Augenmerk auf die Verarbeitung synthetischer Polymere und stellte dabei fest, dass ein von ihm gewonnenes Copolymer nach Zugabe von Ruß eine deutliche Zunahme der anwendungstechnischen Kennzahlen aufwies.
Damit entfernte er sich als der jungen Chemiker, der er war, von der vorherrschenden Meinung zur Wirkung von Ruß auf Vulkanisate. Man sprach von Schmutz-Effekten.
Bocks neue Zielsetzung war nun die Synthese weiterer Copolymere auf Basis von 1,3-Butadien bzw. Isopren mit Beimischung sogenannter  Comonomere. Dabei verwendete er Substanzen, die als Homopolymer  thermoplastische Eigenschaften aufwiesen. Er fand in Styrol das geeignete Comonomer.
Um die Gebrauchstauglichkeit des neuen Gummis zu testen, wurden Autoreifen hergestellt mit Profilen aus vulkanisiertem Butadien-Styrol Gummi (internat. als SBR Styrene Butadiene Rubber bezeichnet) unter Zusatz von Ruß. Testfahrten 1931 auf dem Nürburgring waren erfolgversprechend, so dass die Forschungsarbeiten an SBR fortgeführt wurden. Dies, obwohl der Polymerisationsprozess schwer zu steuern war.
Bocks Forschungsarbeiten der folgenden Jahre blieben die Emulsionspolymerisation.
1929 erhielt die I.G. Farbenindustrie AG das erste zugehörige Patent.
Ende der 1930er Jahre erreichte Bock die Verbesserung der Haftung von SBR an Stahlcord der Karkasse durch Zugabe mehrwertiger Phenole zur Gummimischung.
Im Frühjahr 1937 wurden erstmals 200 to. SBR in einer eigens dafür errichteten Anlage in Schkopau (s. Weblinks: Lanxess AG) unter dem  Markennamen Buna S produziert.
Butadien-Styrol war der erste wirtschaftlich nutzbare synthetische Kautschuk. Es ist heute der meistverwendete Synthesekautschuk und findet seine Anwendung besonders in der Herstellung von Reifen,  Dichtungen und Transportbändern.

## Nachlass
Der Nachlass Bocks, insbesondere seine Autobiographischen Fragmente, sind im Stadtarchiv von Einbeck archiviert.